# チャマイエフ&ガイスマー&ハヴィヴ
チャマイエフ&ガイスマー&ハヴィヴ（Chermayeff & Geismar & Haviv）は、アメリカ合衆国ニューヨークにオフィスを置く、企業ブランディングおよびグラフィックデザイン企業。主にロゴマークのデザインを手掛けており、これまでにモービルやゼロックスといった企業や公共機関にロゴマークを提供している。

## 概要
1957年、イェール大学の卒業生であったアイヴァン・チャマイエフとトム・ガイスマー、そしてチャマイエフの父である建築家サージ・チャマイエフの教え子だったロバート・ブラウンジョンの3人によってブラウンジョン・チャマイエフ&ガイスマー（Brownjohn, Chermayeff & Geismar）として設立。当初はニューヨークのワンルームにオフィスを構え、本の装丁やレコードジャケットのデザインなどを手掛けていたが、1959年にブラウンジョンが離脱したため、社名をチャマイエフ＆ガイスマー（Chermayeff & Geismar）に改名。
1960年にチェース・マンハッタン銀行（現JPモルガン・チェース銀行）側からの依頼により、同行のロゴデザインを手掛ける。彼らの提案した八角形のみのシンプルなデザインは、抽象的な企業ロゴがほとんど存在していなかった当時においては斬新なものであり、以降様々な企業からロゴデザインの依頼を受けるようになる。
2003年にグラフィックデザイナーのサギ・ハヴィヴが入社し、2006年にパートナーに昇格。それに合わせ、2013年には社名を現在のものに変更した。
2016年にはマッキー・サタデーを主任デザイナーとして迎え入れている（なおサタデーは2019年に同社を離脱している）。
ロゴデザイン以外にも同社は、1958年のブリュッセル万国博覧会および1970年の日本万国博覧会においてアメリカ館の展示デザインや、ニューヨーク公共図書館、国立アメリカ歴史博物館の一部展示デザインにも携わっている。
また、同社がこれまでに手掛けたロゴマークを使用したアニメーション作品「Logomotion」が、2004年に東京タイプディレクターズクラブが主催した東京TDC賞において一般部門賞を受賞している。

## 主な仕事
※別で出典のあるものを除き、会社サイトおよびファンダムの情報を参照。

### CI

バーニーズ・ニューヨーク （1973年 - 現在)
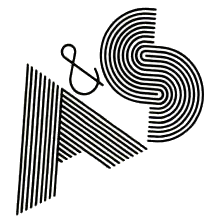
エイブラハム&ストラウス （1976年)
Best Products Company（英語版） （1979年)
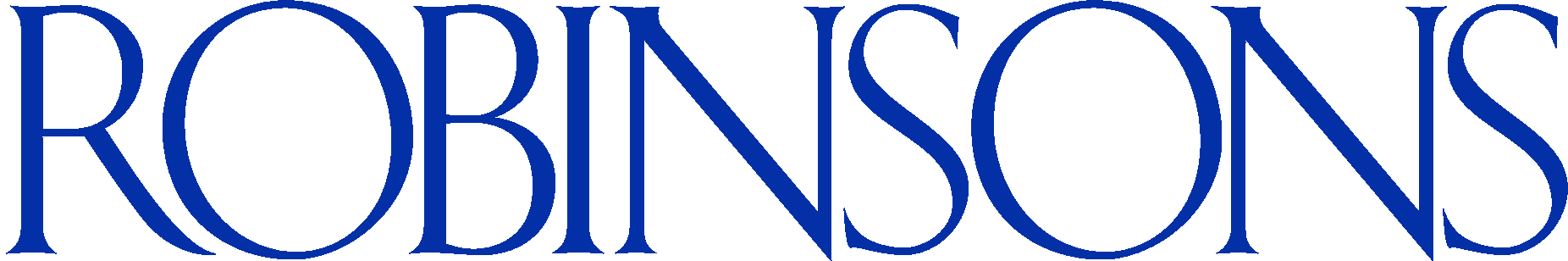
J. W. ロビンソン （1986年)
新世界グループ （2000年 - 現在）

モービル （1964年 - 現在）
Opet（英語版） （2005年 - 現在）
テュプラシュ （2006年 - 現在）
ドミニオン・エナジー （2017年 - 現在）

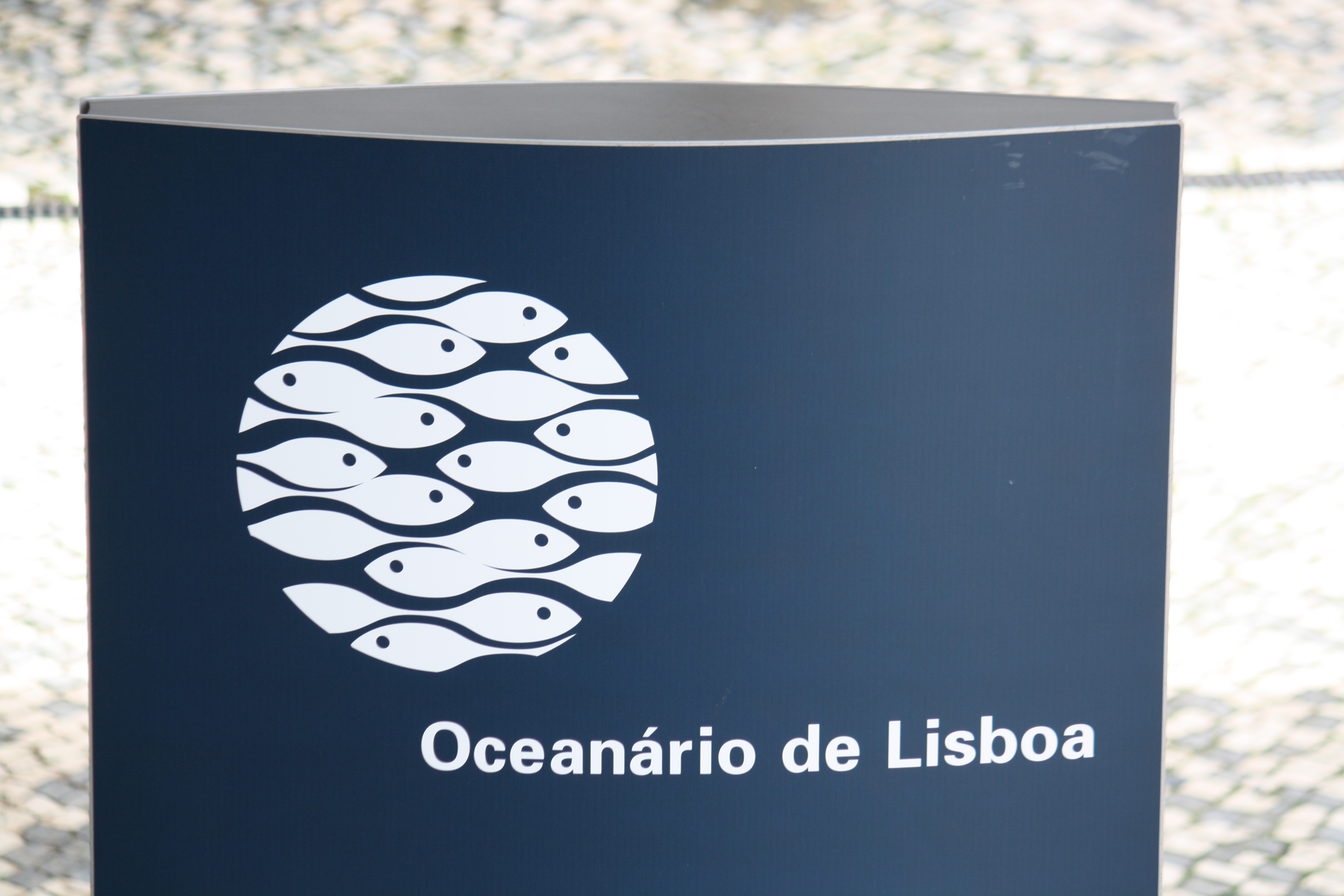
リスボン水族館 （1966年 - 現在）
ロサンゼルス現代美術館 （1984年 - 2007年、2010年 - 現在）
アメリカ議会図書館 （2008年 - 2018年）

マッカーサー基金 （現行ロゴ）
プリンストン大学出版局 （現行ロゴ）
ボイス・オブ・アメリカ （2004年 - 現在）
ラジオ・フリー・ヨーロッパ （2005年 - 現在）
コンサベーション・インターナショナル （2009年 - 現在）
女子テニス協会 （2010年 - 2020年）
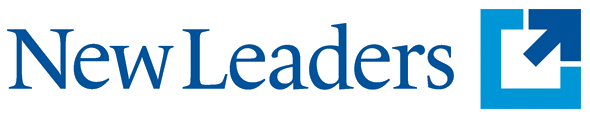
New Leaders（英語版） （2011年 - 現在）
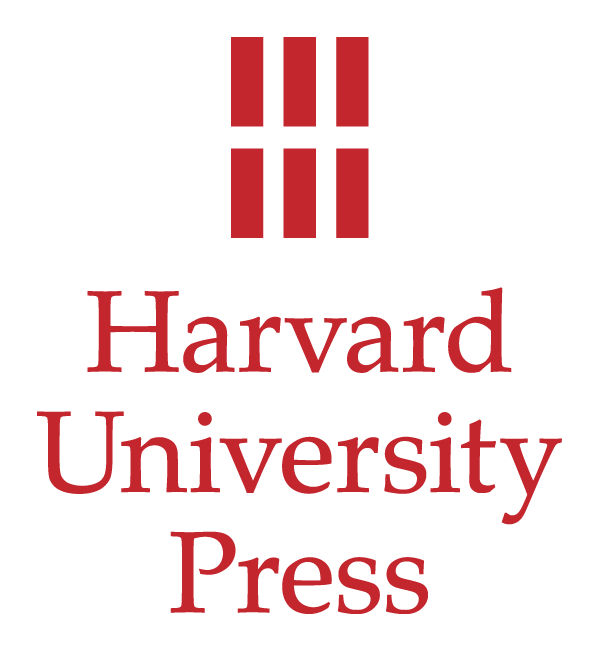
ハーバード大学出版局 （2013年 - 現在）
マーシー・フォー・アニマルズ （2019年 - 現在）

金融業

JPモルガン・チェース銀行（英語版） （シンボルマーク、1960年 - 現在[19]）
グッゲンハイム・パートナーズ （1999年 - 現在）
アポロ・グローバル・マネジメント （2018年 - 現在）

製造業

GF Business Equipment[20] （年代不詳）
バーリントン・インダストリーズ（英語版） （シンボルマーク、1967年[21]）
ゼロックス （1968年 - 2008年)
オーウェンズ・イリノイ （1973年 - 現在)
アルチェリク（英語版） （2002年[22][23] - 現在)
マギルス （2013年[24] - 現在)
Beko （2014年 - 現在）
トッグ（英語版） （2021年 - 現在）

観光業

コンラッド・ホテル （1988年 - 現在）
ロイヤル・カリビアン・グループ（英語版） （2020年 - 現在）

保険業

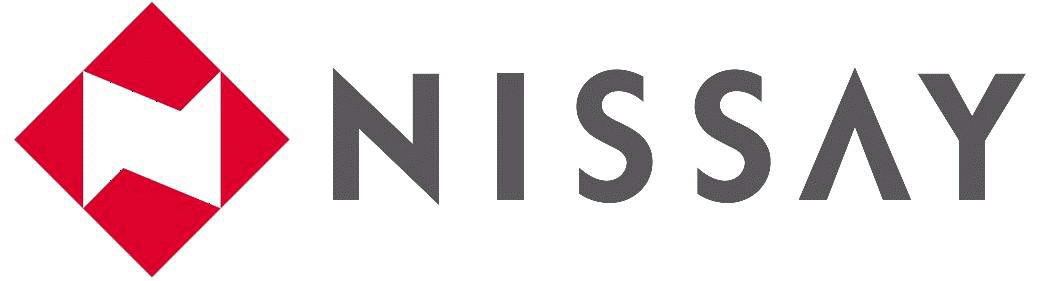
日本生命 （1987年 - 現在）
ステートファーム保険 （2011年 - 現在）

小売業
- バーニーズ・ニューヨーク
（1973年 - 現在)
- エイブラハム&ストラウス
（1976年)
- Best Products Company（英語版）
（1979年)
- J. W. ロビンソン
（1986年)
- 新世界グループ
（2000年 - 現在）

石油・エネルギー関連
- モービル
（1964年 - 現在）
- Opet（英語版）
（2005年 - 現在[25][26]）
- テュプラシュ（英語版）
（2006年[27] - 現在）
- ドミニオン・エナジー
（2017年 - 現在）

メディア

WGBH-TV （1974年 - 2020年[28])
公共放送サービス （1984年 - 1998年[29]）
スクリーン・ジェムズ （1965年 - 現在）
NBC （1986年 - 2010年[30]）
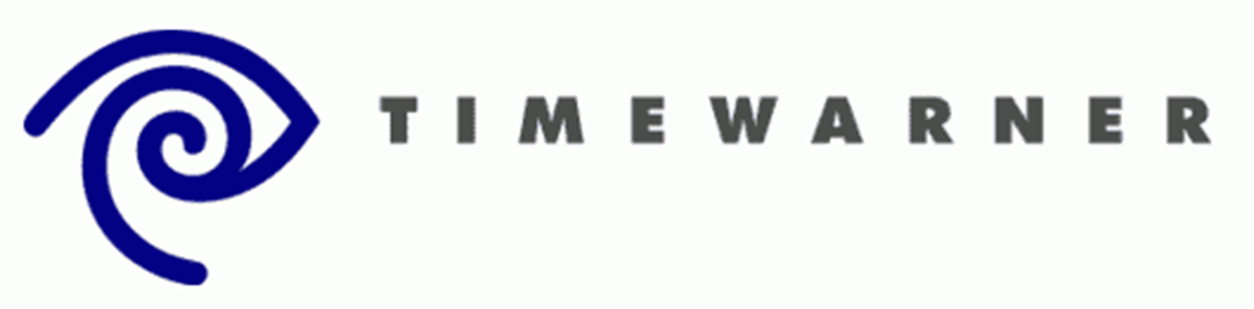
タイムワーナー （1990年 - 1993年[31]）
ユニビジョン （1989年[32] - 2012年）
バイアコム （1990年 - 2006年）
ソニー・エンターテイメント・テレビジョン （1995年）
ショウタイム （1997年[19] - 現在）
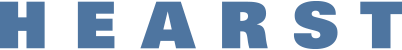
ハースト・コミュニケーションズ （2005年 - 現在）
Blip（英語版） （2012年[33]）
ラットパック＝デューン・エンターテインメント （2013年 - 2017年）
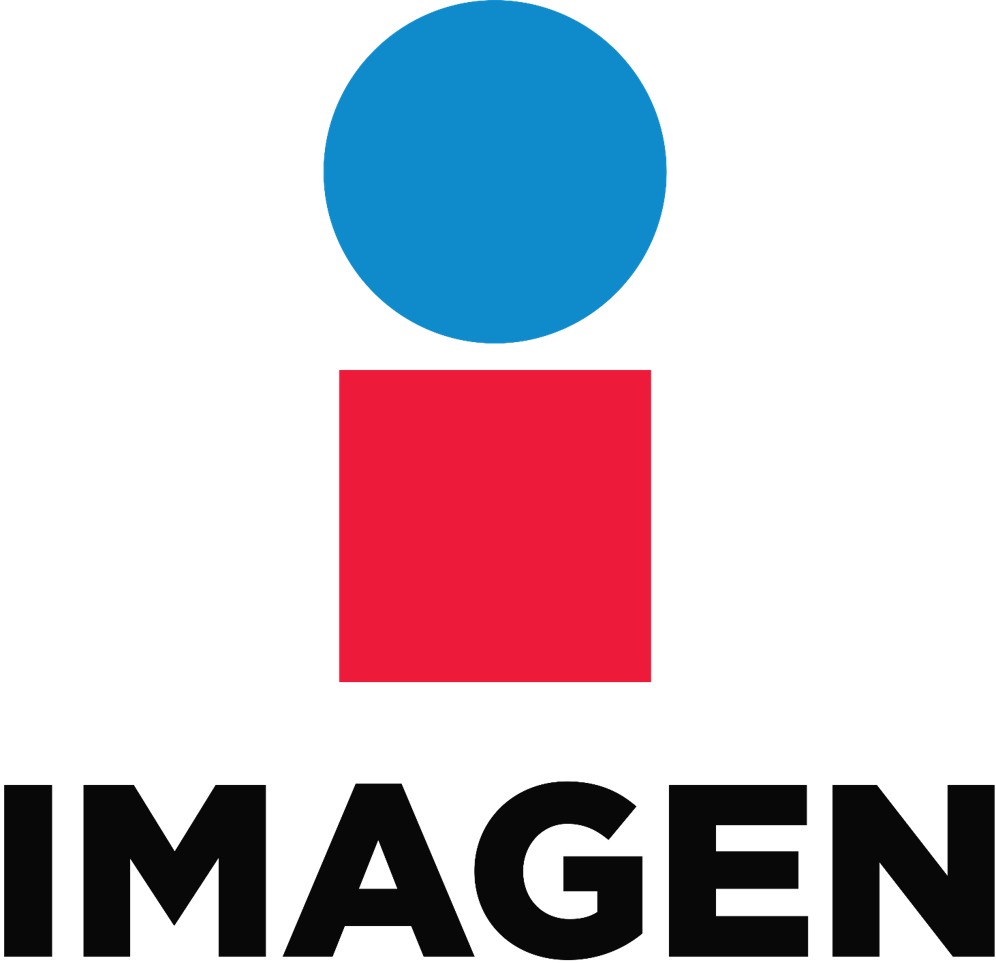
グルーポ・イマヘン （2016年 - 現在）
アニマルプラネット （2018年 - 現在）
Discovery+ （2021年 - 現在）
ワーナー・ブラザース・ディスカバリー （2022年 - 現在）
TNTスポーツ（英語版） （2023年 - 現在）

公共機関

マサチューセッツ湾交通局 （1965年 - 現在）
アメリカ合衆国内務省 （1968年 - 1969年)
ニューヨーク大学 （シンボルマーク、1972年[19] - 現在）
アメリカ合衆国環境保護庁 （1977年 - 現在）
スミソニアン協会 （1998年 - 現在）
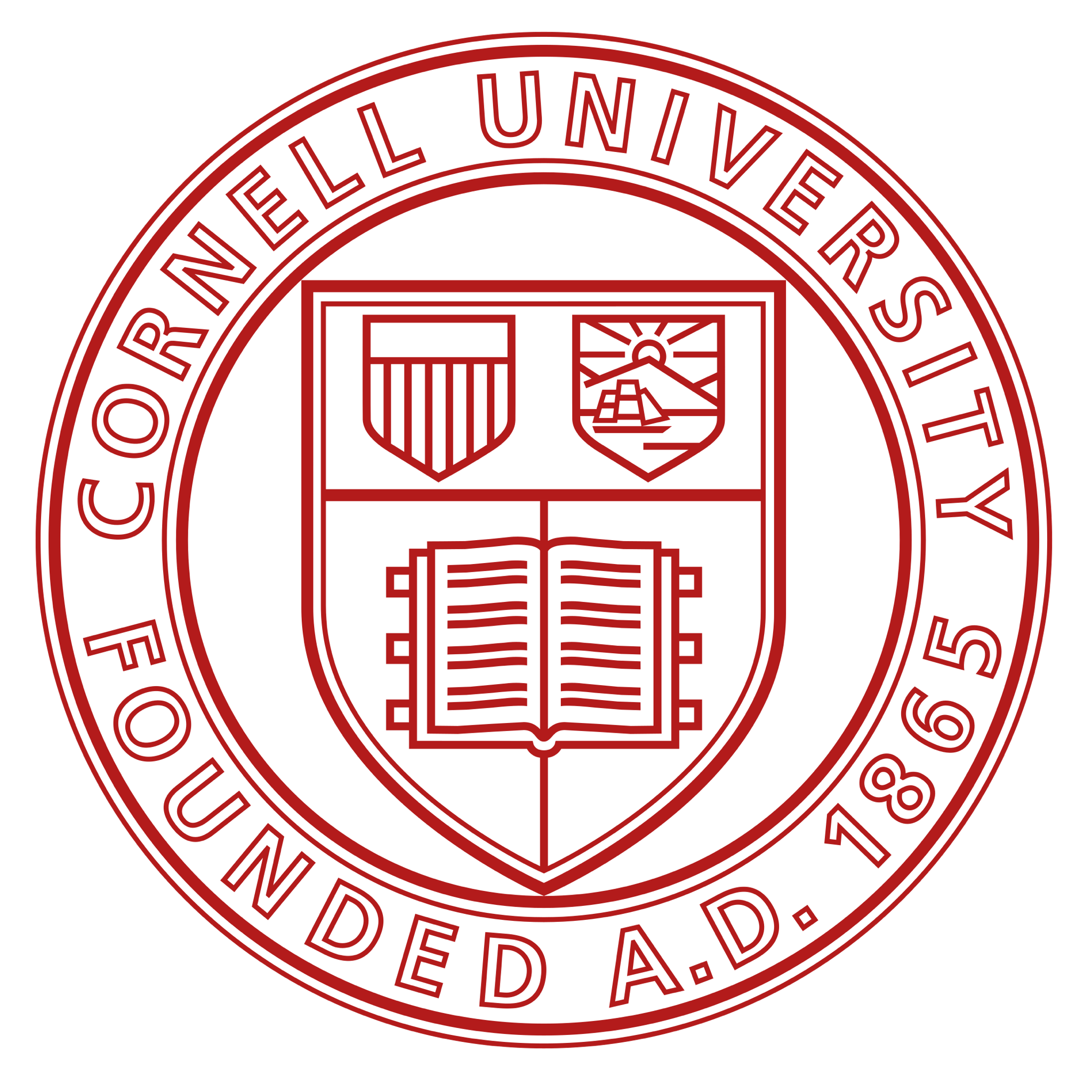
コーネル大学 （2004年 - 現在）
ミルウォーキー芸術学校（英語版）[34] （2006年[35] - 現在）
ニューハンプシャー大学（英語版） （2013年[36] - 現在）
ピュー研究所 （2017年[37] - 現在）

公共施設
- リスボン水族館
（1966年 - 現在）
- ロサンゼルス現代美術館
（1984年 - 2007年、2010年 - 現在[38][39]）
- アメリカ議会図書館
（2008年 - 2018年[40]）

非営利組織・団体
- マッカーサー基金[41]
（現行ロゴ）
- プリンストン大学出版局
（現行ロゴ）
- ボイス・オブ・アメリカ[34]
（2004年[42] - 現在）
- ラジオ・フリー・ヨーロッパ
（2005年[43] - 現在）
- コンサベーション・インターナショナル（英語版）
（2009年[32] - 現在）
- 女子テニス協会
（2010年 - 2020年[44]）
- New Leaders（英語版）
（2011年 - 現在[45][46]）
- ハーバード大学出版局
（2013年[47] - 現在）
- マーシー・フォー・アニマルズ（英語版）
（2019年[48] - 現在）

その他

国際連合開発計画 （現行ロゴ）
ハンソルグループ（英語版）[49] （現行ロゴ）
Seatrain Lines（英語版） （1965年）
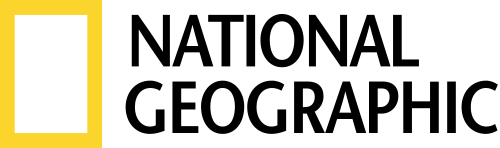
ナショナル ジオグラフィック （シンボルマーク、1967年 - 現在）
アメリカ建国200周年記念ロゴ （1976年[50]）
コチ財閥 （1984年 - 現在）
メルク・アンド・カンパニー （1992年 - 現在）
ファクトセット・リサーチ・システムズ （1995年[32] - 現在）
CBREグループ （2003年 - 現在）
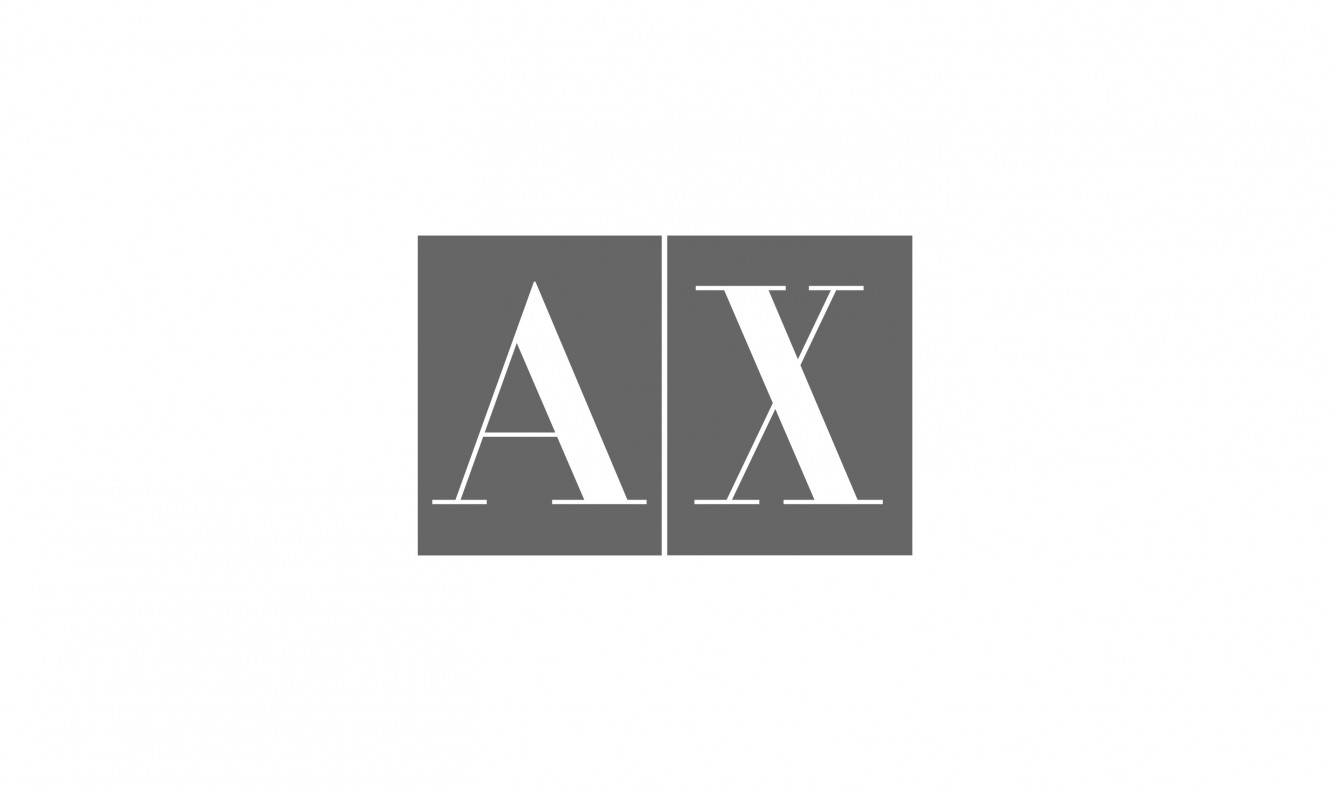
アルマーニ・エクスチェンジ （2009年[32]）
吉野家 アメリカ国内店舗用ロゴ （2016年 - 現在[2]）
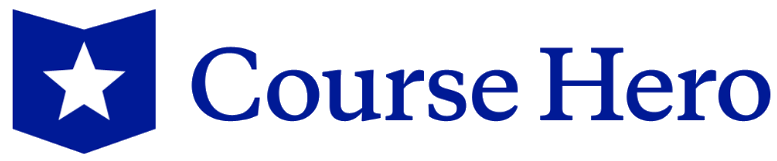
Course Hero（英語版） （2016年 - 現在）
全米オープンテニス （2018年[51]）
ベクテル （2023年 - 現在）
ワーナー・ブラザース創立100周年記念ロゴ （2023年）
アメリカ建国250周年記念ロゴ （2023年[50]）
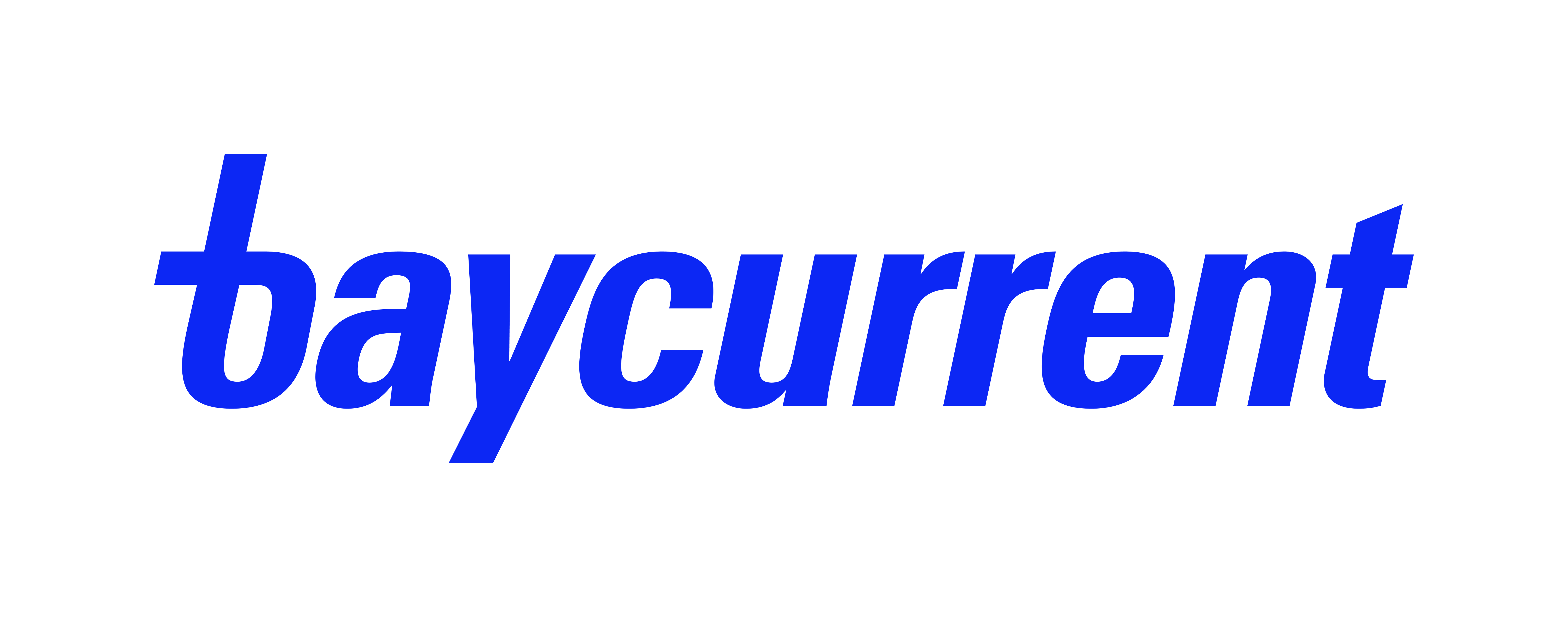
ベイカレント （2024年[52][53] - 現在）

上記以外にも、下記の企業・組織のCIを手掛けている。
- アメリカン・フィルム・インスティチュート（1963年[54]）
- ニューヨーク近代美術館（1963年）
- ダイナースクラブ（1965年）
- アメリカ合衆国国立公園局（1966年[55]）
- パンアメリカン航空（1971年）
- タッパーウェア（1974年）
- リンカーン・センター（1983年[56][57]）
- 東京海上（現東京海上日動）（1984年）
- E・W・スクリップス・カンパニー（1984年 - 現在[58]）
- ロックフェラー・センター（1985年[59]）
- 海遊館（1988年[60]）
- テレムンド（1989年 - 1997年[61]）
- ニューヨーク公共図書館（1995年）
- ハーパーコリンズ（1999年 - 現在）
- チャンネル13（1994年）
- 大台北銀行（現瑞興銀行）（2009年）
- 三菱地所レジデンス「ザ・パークハウス」ブランドロゴ（2011年- 現在[62][63]）
- グレイグループ[64]
- ブラウン大学（現行ロゴ）[65]

## 書籍
- TM: Trademarks Designed by Chermayeff & Geismar（Princeton Architectural Press、2000年、ISBN 1568982569）[66]
- Designing（Graphis Inc.、2003年、ISBN 1932026142）[67][68]
- Watching Words Move（Chronicle Books、2006年、ISBN 0811852148）[69]
- Identify: Basic Principles of Identity Design in the Iconic Trademarks of Chermayeff & Geismar（HOW Books、2011年、ISBN 1440310327）[70]
- Identity: Chermayeff & Geismar & Haviv（Standards Manual、2018年、ISBN 0692955232）[71]

## 展覧会
- チャマイエフ＆ガイスマー展 Designing over four decades

2005年6月3日から6月27日まで、ギンザ・グラフィック・ギャラリーにて開催された。